# 'Ohonua
'Ohonua és un poble de Tonga, localitzat a l'illa d''Eua, al grup d'illes de Tongatapu. El 2011 tenia 1.528 habitants.